# Thomas Juhas
Thomas Juhas (* 25. Februar 1990) ist ein deutscher Bahn- und Straßenradrennfahrer.
Thomas Juhas wurde 2008 deutscher Meister im Madison der Juniorenklasse zusammen mit Theo Reinhardt. Bei der Europameisterschaft in Pruszków gewann er jeweils die Bronzemedaille in der Mannschaftsverfolgung und im Madison. 2010 gewann er mit dem KED-Bianchi Team Berlin das Mannschaftszeitfahren bei der Tour de Berlin. Seit 2011 fährt Juhas für das deutsche Continental Team TT Raiko Argon 18.

## Erfolge – Bahn
2008
- Deutscher Meister – Madison (Junioren) mit Theo Reinhardt
- Europameisterschaft – Mannschaftsverfolgung (Junioren) mit Johannes Kahra, Theo Reinhardt und Jakob Steigmiller
- Europameisterschaft – Madison (Junioren) mit Jakob Steigmiller

## Erfolge – Straße
2010
- eine Etappe Tour de Berlin (Mannschaftszeitfahren)

## Teams
- 2011 TT Raiko Argon 18